# جوزايا بارتليت
جوزايا بارتليت (بالإنجليزية: Josiah Bartlett)‏ (و. 1729 – 1795 م) هو محامي، وقاضي من المملكة المتحدة. ولد في أميسبوري. كان عضوًا في الحزب الجمهوري الديمقراطي.
توفي في كينغستون، عن عمر يناهز 66 عاماً.

## مناصب
تولى منصب حاكم نيو هامبشاير (5 يونيو 1790–5 يونيو 1794).